# Simulium falcoe
Simulium falcoe es una especie de insecto del género Simulium, familia Simuliidae, orden Diptera.
Fue descrita científicamente por Shiraki, 1935.